# ديفيد إم. باري
ديفيد إم. باري (بالإنجليزية: David M. Parry)‏ هو شخصية أعمال أمريكي، ولد في 26 مارس 1852 في مقاطعة أليني في الولايات المتحدة، وتوفي في 12 مايو 1915 في إنديانابوليس في الولايات المتحدة.